# Resan till dej
Resan till dej är en svensk komedifilm från 1953 i regi av Stig Olin.

## Handling
Emil och Gun är gifta sedan fem år men håller fortfarande på att spara till bröllopsresan. En dag sjunger Gun i ett radioprogram, hon gör succé och skriver kontrakt med ett grammofonbolag och är snart ett känt namn.

## Om filmen
Filmen spelades in den 23 september–19 november 1953 i Sandrew-Ateljéerna, Sveriges radios Karlaplansstudio, Cirkus, Källhagens värdshus, Tyska Brunnsplan, Baggensgatan samt på Gröna Lund. Den är barntillåten, hade premiär den 19 december 1953 och har även visats på SVT. 

## Rollista
- Alice Babs - Gunborg "Gun" Karlsson, sångfynd
- Sven Lindberg - Emil "Mille" Larsson, lagerarbetare på AB Kraftemballage, Guns man/berättare
- Anders Henrikson - Vilhelm "Ville" Karlsson, sjöman, Guns far
- Hjördis Petterson - Dagmar Vikström, Guns mor
- Nils Hallberg - Berra Gustavsson, makarna Larssons vän
- Karl-Arne Holmsten - Staffan Bendix, grammofondirektör, Guns manager
- Stig Järrel - Bruno Vikström, Dagmars andre man
- Douglas Håge - Lundberg, livförsäkringsagent
- Ulla Sjöblom - Maudan, Berras väninna
- Sigge Fürst - Sigge Fürst, ledare för radioprogrammet "Familjelördag"
- Dagmar Olsson - fru Bertils, journalist på "Hemmet och vi"
- Rune Halvarsson - textförfattare åt Bendix
- Jussi Björling - Jussi Björling, sångare i "Familjelördag"

### Ej krediterade (urval)
- Allan Edwall - kompositör åt Bendix
- Mats Olin - sjungande barn i "På söndag"
- Gunvor Pontén - fröken Håkansson, sekreterare åt Bendix
- Olof Thunberg - pressfotograf på "Hemmet och vi"
- Curt "Minimal" Åström - hans medhjälpare
- Karin Miller - hembiträde hos Vikströms
- Roland Eiworth - Roland "Rolle" Eiworth, Sigge Fürsts studioman
- Hanny Schedin - skjutbaneföreståndarinna på Gröna Lund
- Stig Olin - cykelbud
- Sune Engström - Sigge Fürsts orkesterledare
- Harry Arnold - orkesterledaren i grammofonstudion
- Göte Stergel - bagare i shownumret
- Birgit Grefveberg - figurant i shownumret
- Wiveka Ljung - figurant i shownumret
- Loulou Portefaix - figurant i shownumret
- Anne-Marie Wallin - figurant i shownumret
- Mario Mengarelli - figurant i shownumret
- Sten-Thorsten Thuul - figurant i shownumret
- Rolf Berg - musiker (gitarr)
- Georg Björklund - musiker (saxofon)
- Simon Brehm - musiker (kontrabasist)
- Arne Domnérus - musiker (saxofon)
- Bo-Göran Edling - musiker (saxofon)
- Ernie Englund - musiker (trumpet)
- Russell Jones - musiker (gitarr)
- Bjarne Nerem - musiker (saxofon)
- Gösta "Chicken" Törnblad - musiker (trumpet)
- Gösta Törner - musiker (trumpet)
- George Vernon - musiker (trombon)
- Göte Wilhelmson - musiker (piano)

## Musik i filmen
- Jag ger rosor, musik Bob Merrill, svensk text Ber-Ann (pseudonym för Bertil Perrolf), sång Alice Babs
- Cocktail "400", musik Stig Olin, Göte Wilhelmson, instrumental
- Klarinettsolo, musik Wolfgang Amadeus Mozart, instrumental
- Tomtarnas julnatt, musik Vilhelm Sefve, text Alfred Smedberg, sång Sven Lindberg
- Gärdebylåten, instrumental
- Det är din da' i da' , musik Gösta Westerberg, text Gösta Westerberg, Einar Molin, sång Sigge Fürst
- Emilvisan, musik Georg Enders, text Gunnar Wersén, sång Alice Babs
- En gång jag seglar i hamn, text och musik Stig Olin, sång Alice Babs, Anders Henrikson
- På söndag, text och musik Stig Olin, sång Alice Babs, Sven Lindberg, Angelica Lindberg, Mats Olin
- En klapp på kinden, musik Ulrik Neumann, svensk text Gunnar Wersén, sång Alice Babs
- Fjärran sol och måne, musik Sune Waldimir, text Eve (pseudonym för Roland Eiworth), sång Alice Babs
- Ljuva Aida, ur Aida, musik Giuseppe Verdi, svensk text Herbert Sandberg, Sven Lindström, sång Jussi Björling
- Till havs!, musik Gustaf Nordqvist, text Jonatan Reuter, sång Jussi Björling
- Din vår är min vår - och alla vackra flickors vår ...!, musik Georg Enders, instrumental

## DVD
Filmen gavs ut på DVD 2012.